# محطة قطار جسر قسنطينة
جسر قسنطينة هي محطة قطارات بجسر قسنطينة في ولاية الجزائر ضمن سهل متيجة قرب وادي الحراش والطريق الوطني رقم 5، وتنطلق منها أنواع عديدة من القطارات على اختلاف درجاتها إلى جميع نواحي الجزائر · .

## تاريخ

### الإنشاء
يرجع إنشاء محطة قطار جسر قسنطينة إلى النصف الثاني من القرن التاسع عشر حينما تم تدشينها مع محطة قطار القصبة في يوم 15 أوت 1862م بالموازاة مع استلام أول خط سكة حديد طوله 50 كلم يربط مدينة الجزائر بمدينة البليدة.
وكان المهندس المعماري شارل فريديريك شاسيريو [الفرنسية] هو الذي قام بتصميم مبنى هذه المحطة عند إنشائها الأول.
وتم تاريخيا البدء في إنشاء محطة قطار جسر قسنطينة أثناء الاحتلال الفرنسي للجزائر مباشرة بعد إقرار المرسوم الإمبراطوري بتاريخ 8 أفريل 1857م القاضي بإنجاز خط سكة حديد من الجزائر إلى وهران.
وتكفلت شركة السكك الحديدية الجزائرية [الفرنسية] بإنجاز هذا المشروع وفق صيغة امتياز استغلال سكة حديد [الفرنسية] بواسطة عقدين بتاريخ 20 جوان 1860م و11 جويلية 1860م.
وكان نابليون الثالث قد أمر في العام 1858م بتهيئة الأرضية الممتدة من قصبة الجزائر إلى غاية بوفاريك تحضيرا لإنجاز سكة حديد.
وتم إنهاء بناء محطة قطار جسر قسنطينة وتدشينها بتاريخ 15 أوت 1862م أثناء إنجاز خط سكة حديد من الجزائر إلى وهران.
وصار استغلال خط سكة الحديد من القصبة إلى البليدة فعليا ابتداء من 8 سبتمبر 1862م بالنسبة لقطار السلع [الفرنسية]، ثم في 25 أكتوبر 1862م بالنسبة لقطار المسافرين [الفرنسية].
وتمت إعادة تشييد محطة قطار جسر قسنطينة في بداية القرن العشرين لتبقى على نفس الشكل إلى غاية العام 1987م.

### الازدواجية
تمت إعادة بناء محطة قطار جسر قسنطينة وترقية سكة حديدها من مسار فردي إلى مسار مزدوج في العام 1987م.
وتم هذا التحديث بواسطة «اتفاق تعاون في السكك الحديدية» ما بين الجزائر والنمسا يقضي آنذاك بإنجاز العديد من المشاريع خاصة في ضاحية الجزائر ما بين بئر توتة والعفرون على مسار مزدوج.
وقد ساهمت الشركات النمساوية بالتقانة والتجربة في تطوير محطة قطار جسر قسنطينة ومحيطها، عبر مراحل التخطيط والهندسة المدنية المتخصصة وإشارات السكك الحديدية وسكة الحديد المكهربة · .

### الكهربة
يُعتبر خط سكة الحديد الذي يعبر «محطة قطار جسر قسنطينة» من أهم خطوط السكة الحديدية في الجزائر بمعدل 63 قطارا لنقل المسافرين يوميا.
وقد تم تحويل سكة حديد هذه المحطة إلى سكة حديد مكهربة بجهد كهربائي شدته 25 000 فولط ما بين محطة قطار القصبة ومحطة قطار البليدة على مسافة 50 كلم في شهر جانفي 2009م.
وقامت شركة الشركة الوطنية للنقل بالسكك الحديدية، مع شركات أخرى مثل ألستوم والمجمع الصيني لأشغال السكك الحديدية وسيمنز وأبينغوا ومجموعة حداد وأنفراراي، بتطوير إشارات السكك الحديدية والاتصالات بين القطارات على مستوى هذه المحطة وهذا الخط المكهرب · .

## الخطوط والمحطات الموصولة

### خط سكة حديد الحراش - بئر توتة - العفرون
و خط سكة حديد الحراش - بئر توتة - زرالدة:
|  |   |  | محطات القطار | البلديات           | الربط بالقطار | الربط بالترامواي | الربط بالمترو                                                        |
|  | - |  | ------------ | ------------------ | --- | ---------------- | -------------------------------------------------------------------- |
|  | ● |  | الحراش       | الحراش             | • الجزائر- خروبة- الحراش- بئر توتة- بوفاريك- البليدة- العفرون. • الجزائر- خروبة- الحراش- واد السمار- الرغاية- بومرداس- الثنية. (-برج منايل- تيزي وزو- واد عيسي). • الجزائر- خروبة- الحراش- بئر توتة- زرالدة. |                  | • محطة مترو قطار الحراش [الفرنسية] • محطة مترو وسط الحراش [الفرنسية] |
|  | ● |  | جسر قسنطينة  | جسر قسنطينة        | • الجزائر- خروبة-الحراش- جسر قسنطينة-عين النعجة- بابا علي- بئر توتة- بوفاريك- البليدة- العفرون. • الجزائر- الحراش- جسر قسنطينة- عين النعجة- بابا علي- بئر توتة- تسالة المرجة- زرالدة.                        |                  |                                                                      |
|  | ● |  | عين النعجة   | جسر قسنطينة        | • الجزائر- الحراش- جسر قسنطينة- عين النعجة- بابا علي- بئر توتة- بوفاريك- البليدة- العفرون. • الجزائر- الحراش- جسر قسنطينة- عين النعجة- بابا علي- بئر توتة- تسالة المرجة- زرالدة.                             |                  | • محطة مترو قطار عين النعجة [الفرنسية]                               |
|  | ● |  | بابا علي     | السحاولة- بئر توتة | • الجزائر- الحراش- عين النعجة- بابا علي-بئر توتة- بوفاريك- البليدة- العفرون. • الجزائر- الحراش- عين النعجة- بابا علي- بئر توتة- تسالة المرجة- زرالدة.                                                        |                  |                                                                      |
|  | ● |  | بئر توتة     | بئر توتة           | • الجزائر- الحراش- بابا علي- بئر توتة- بوفاريك- البليدة- العفرون. • الجزائر-الحراش- بابا علي- بئر توتة- تسالة المرجة- زرالدة.                                                                                |                  |                                                                      |

## مكتبة الصور

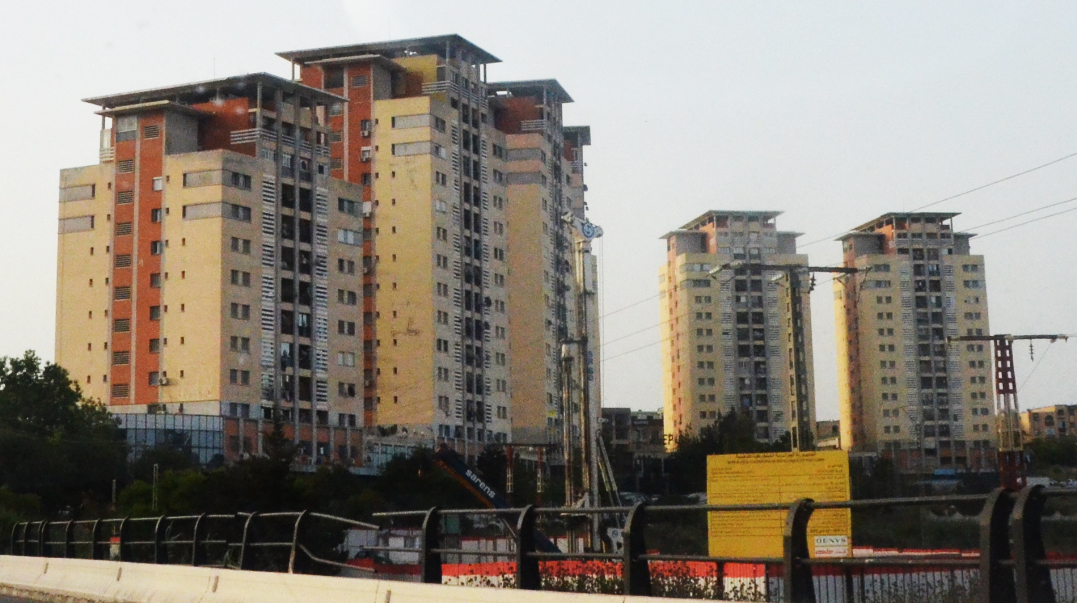
جسر قسنطينة
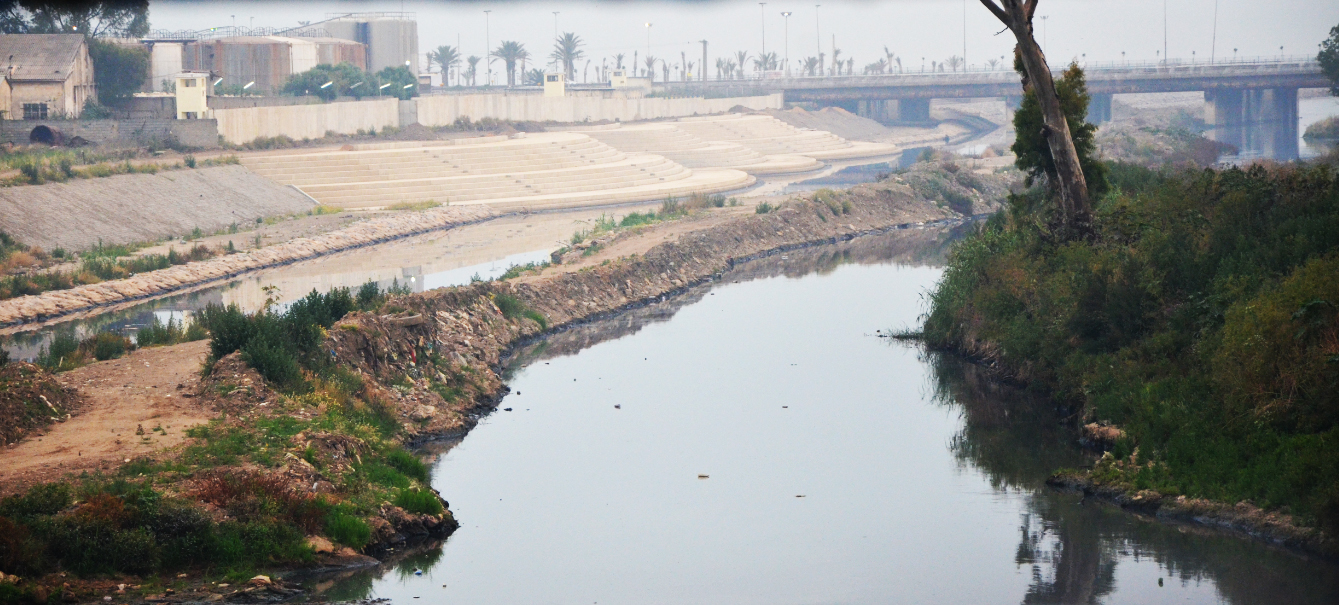
وادي الحراش في 2016م
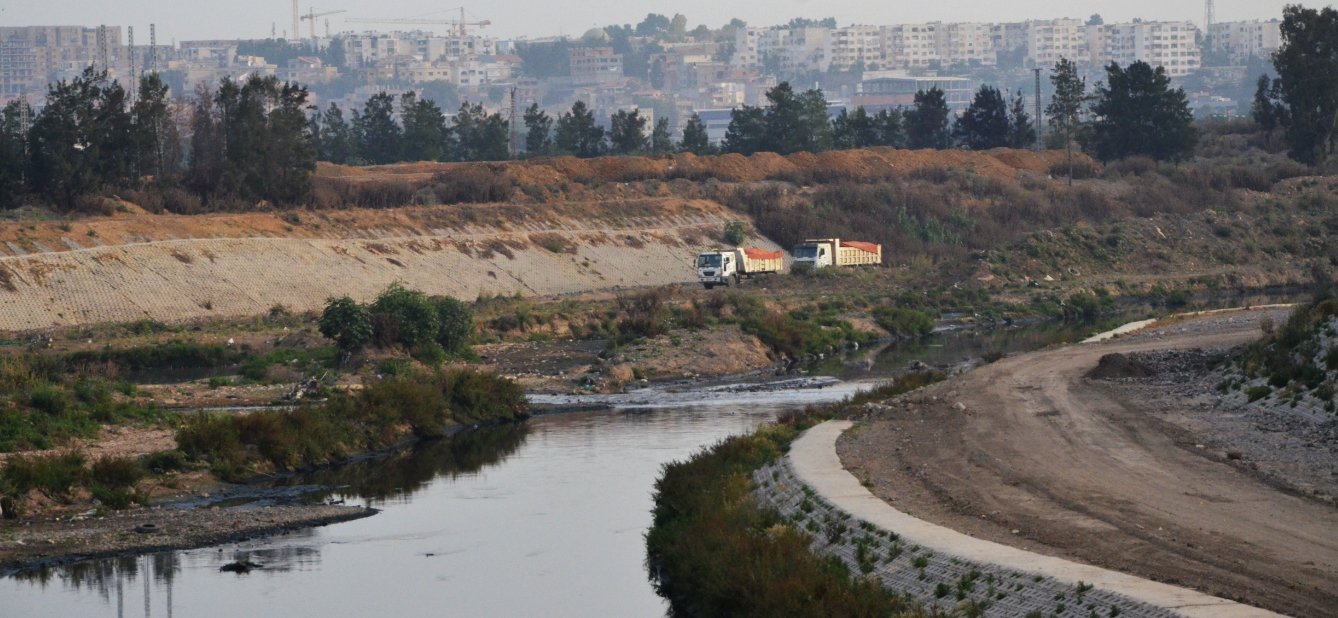
وادي الحراش في 2016م
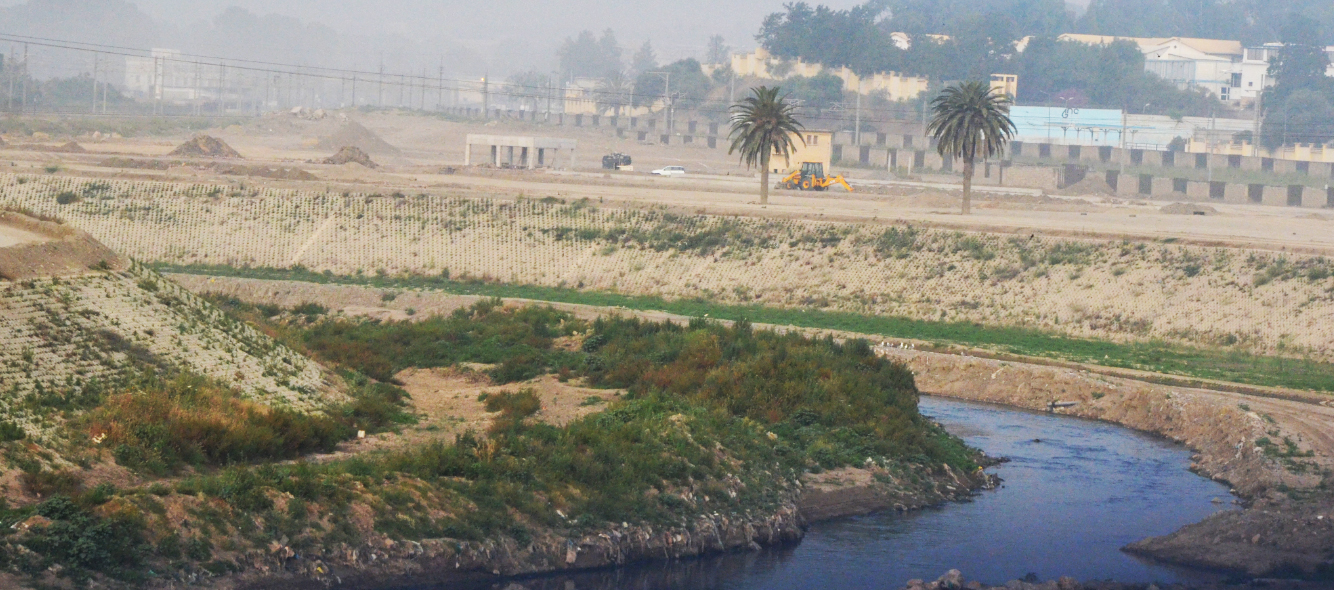
وادي الحراش في 2016م
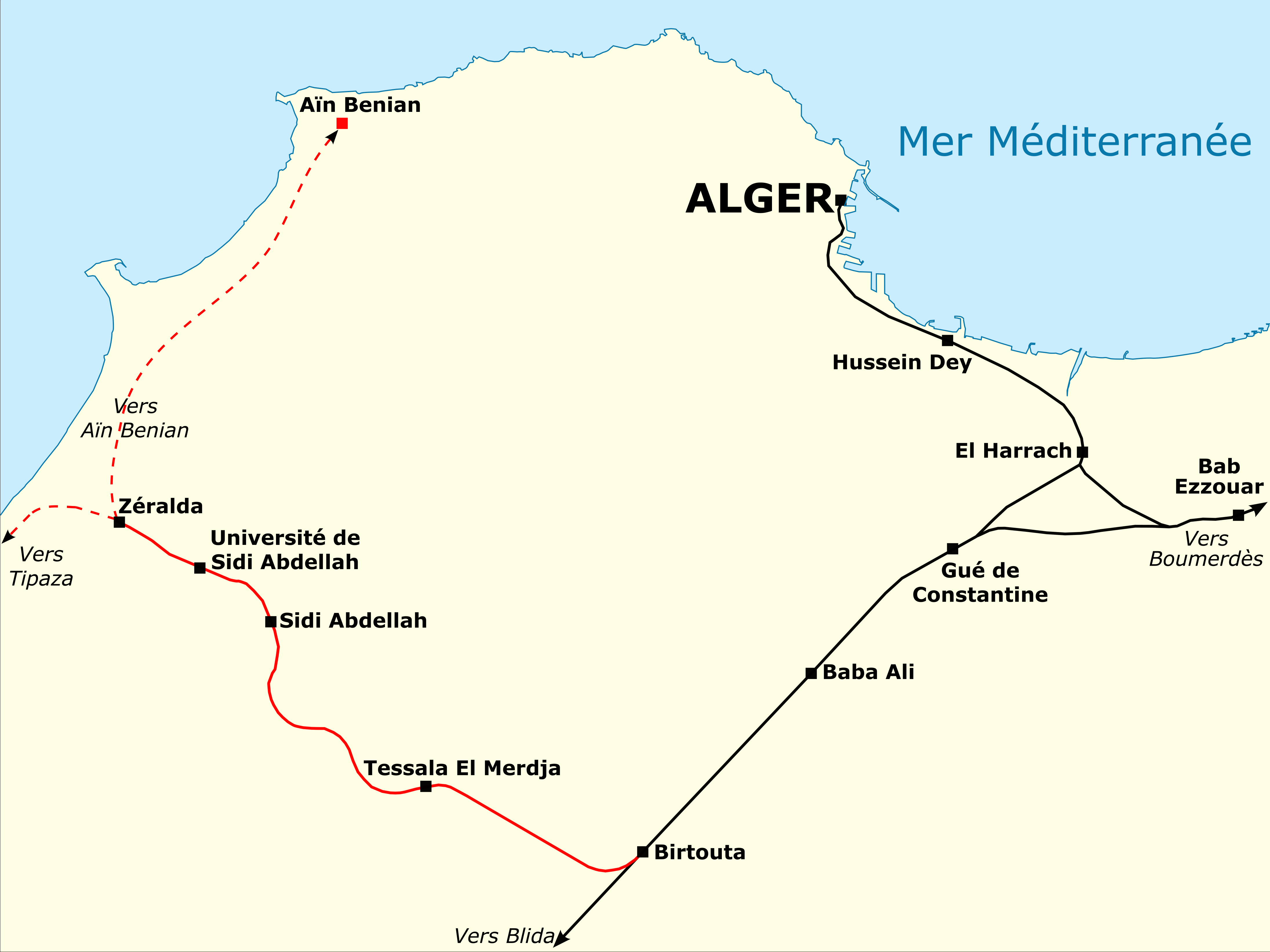
خط سكة حديد من بئر توتة إلى زرالدة
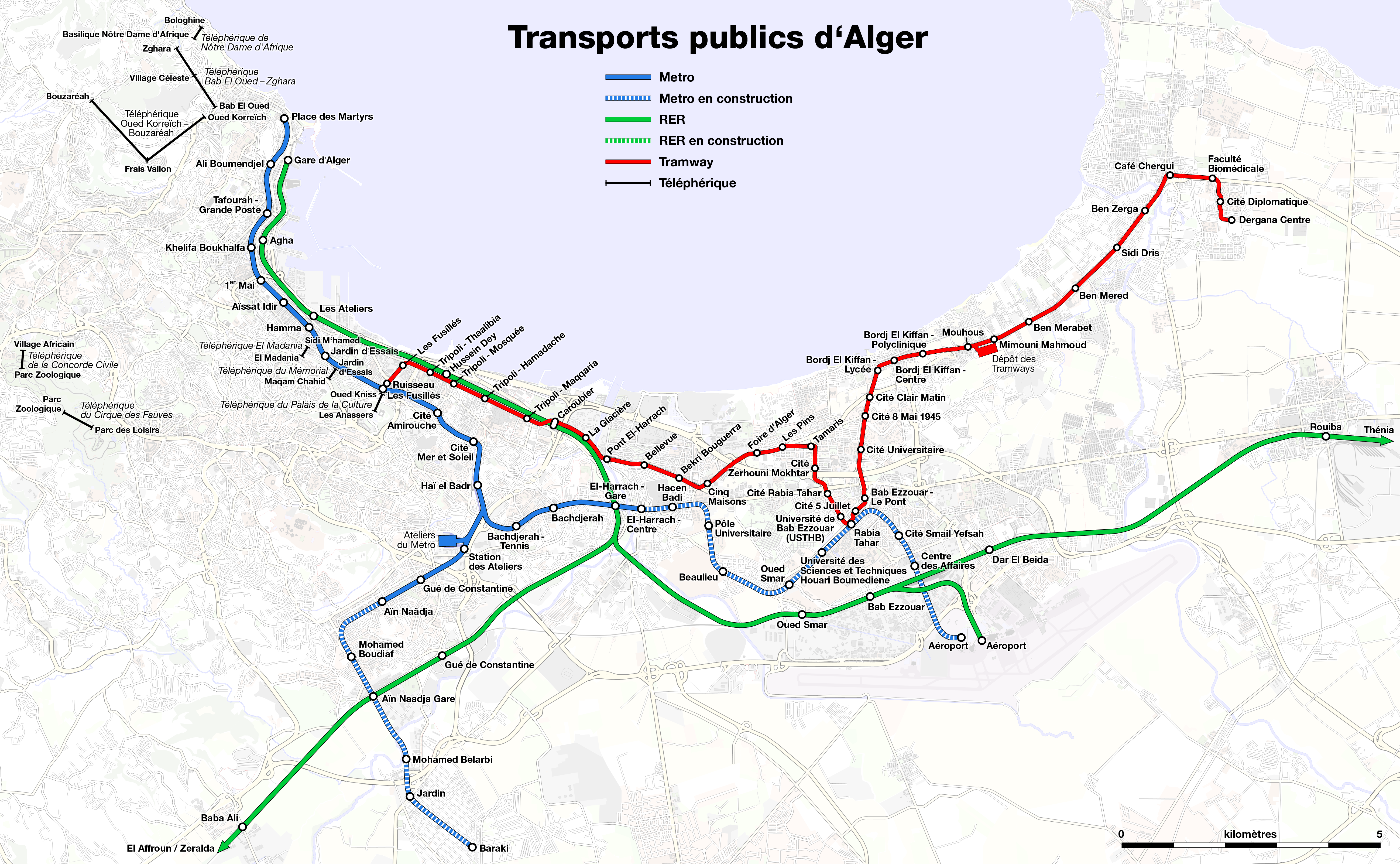
مترو الجزائر وترامواي الجزائر العاصمة
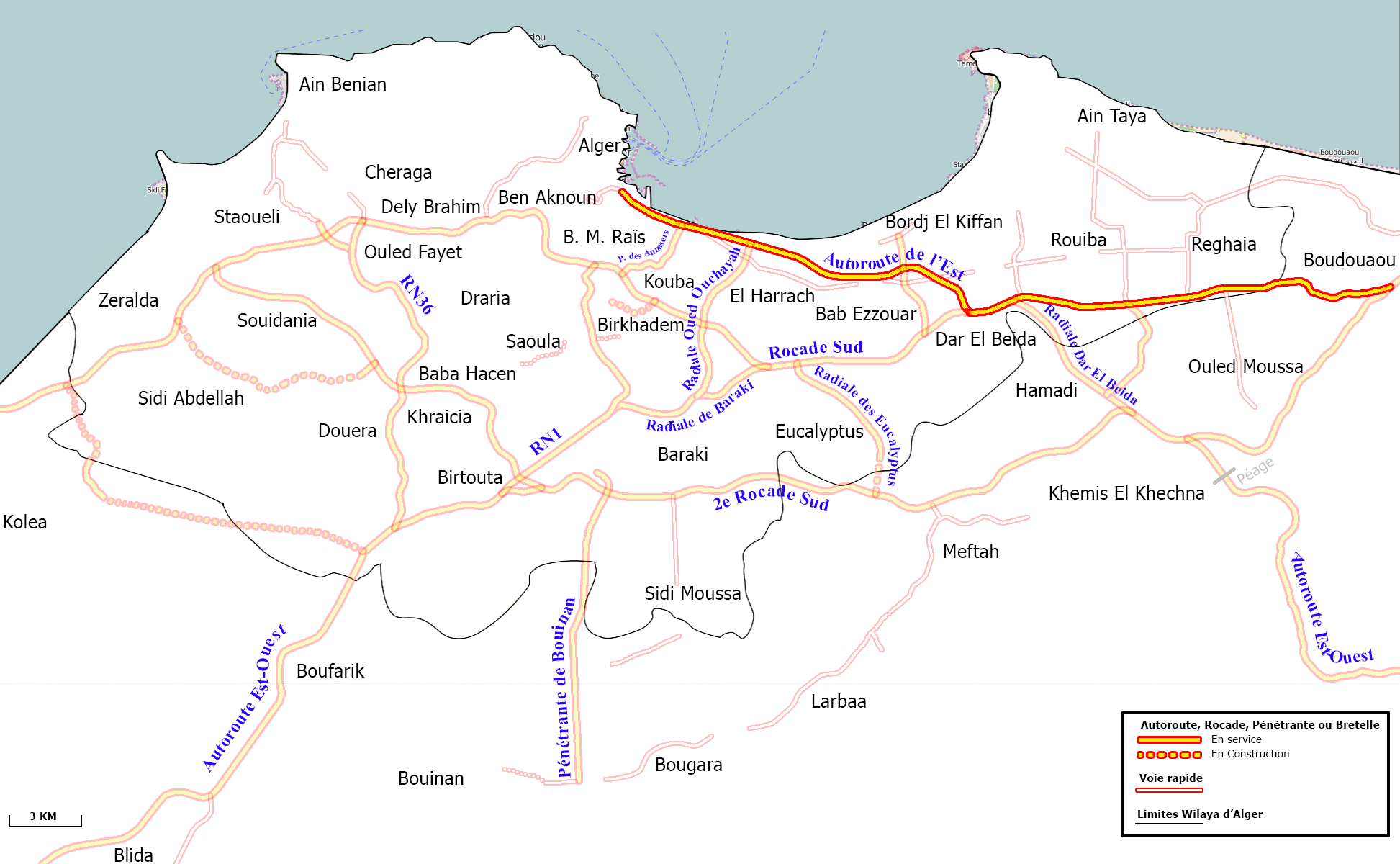
النقل في ولاية الجزائر
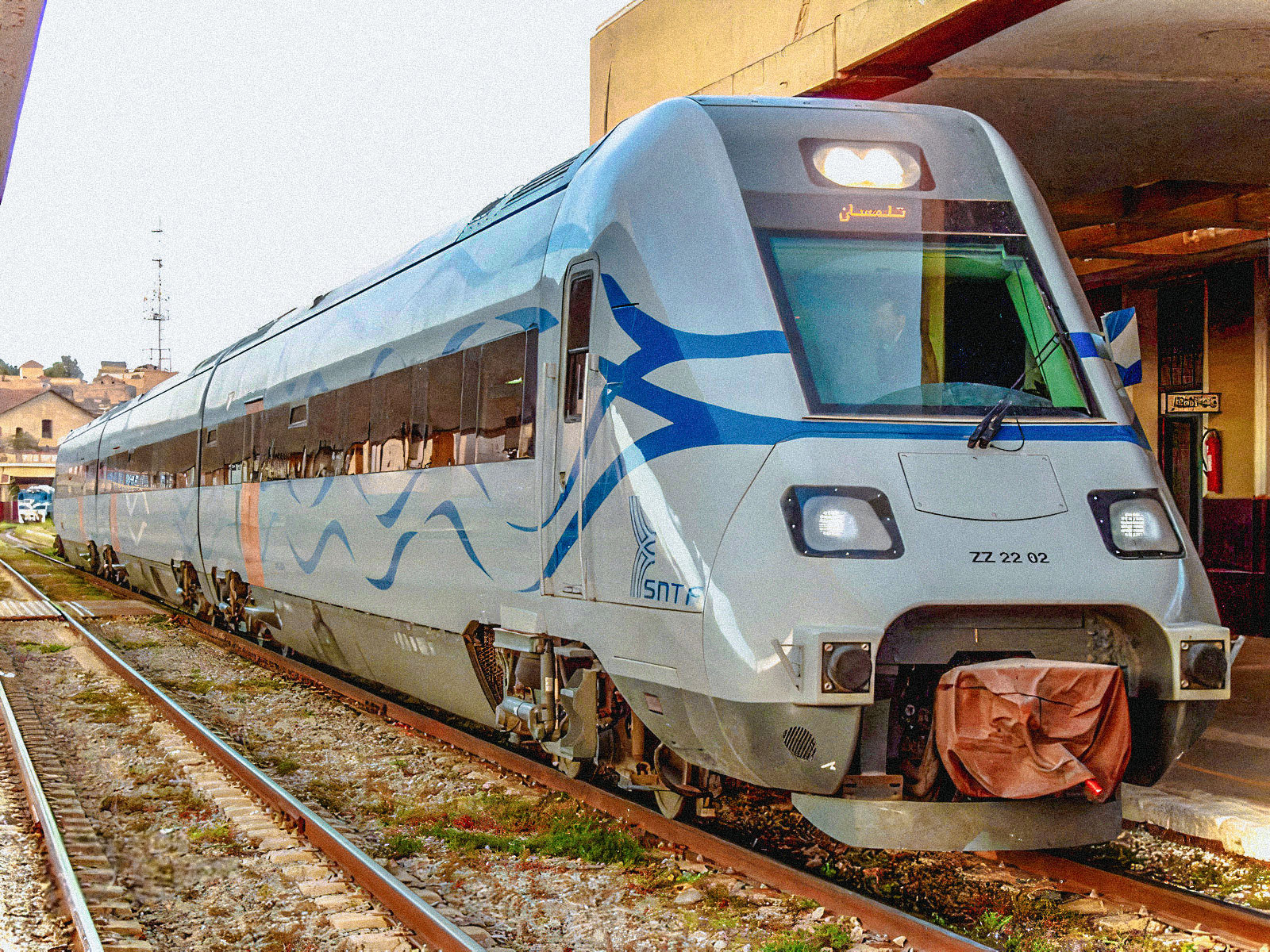
الشركة الوطنية للنقل بالسكك الحديدية
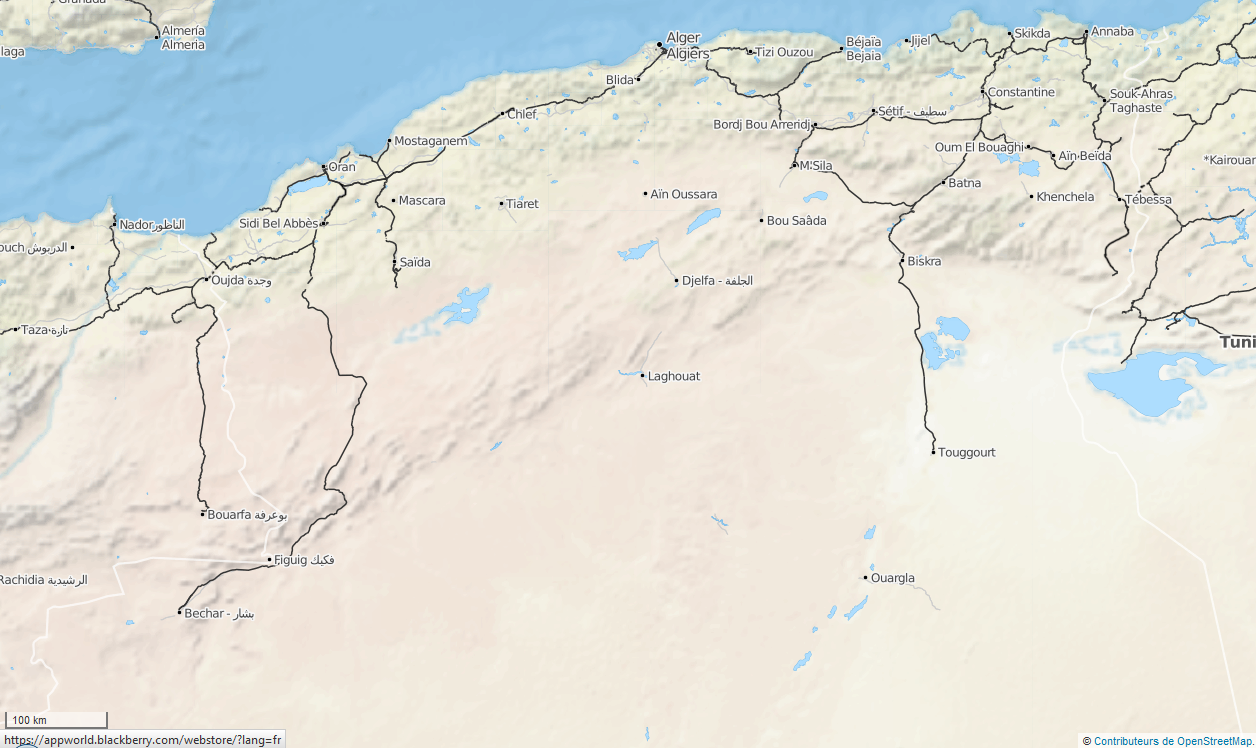
النقل بالسكة الحديدية في الجزائر
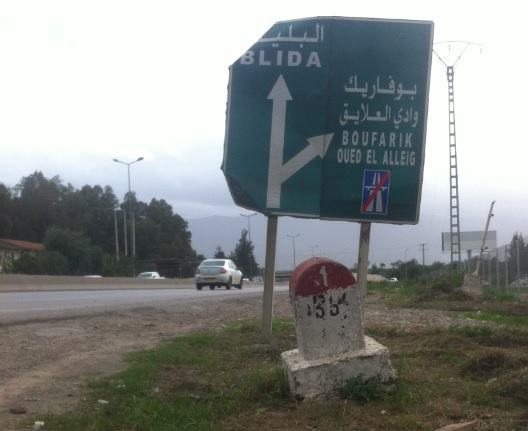
طريق وطني 1 (الجزائر)
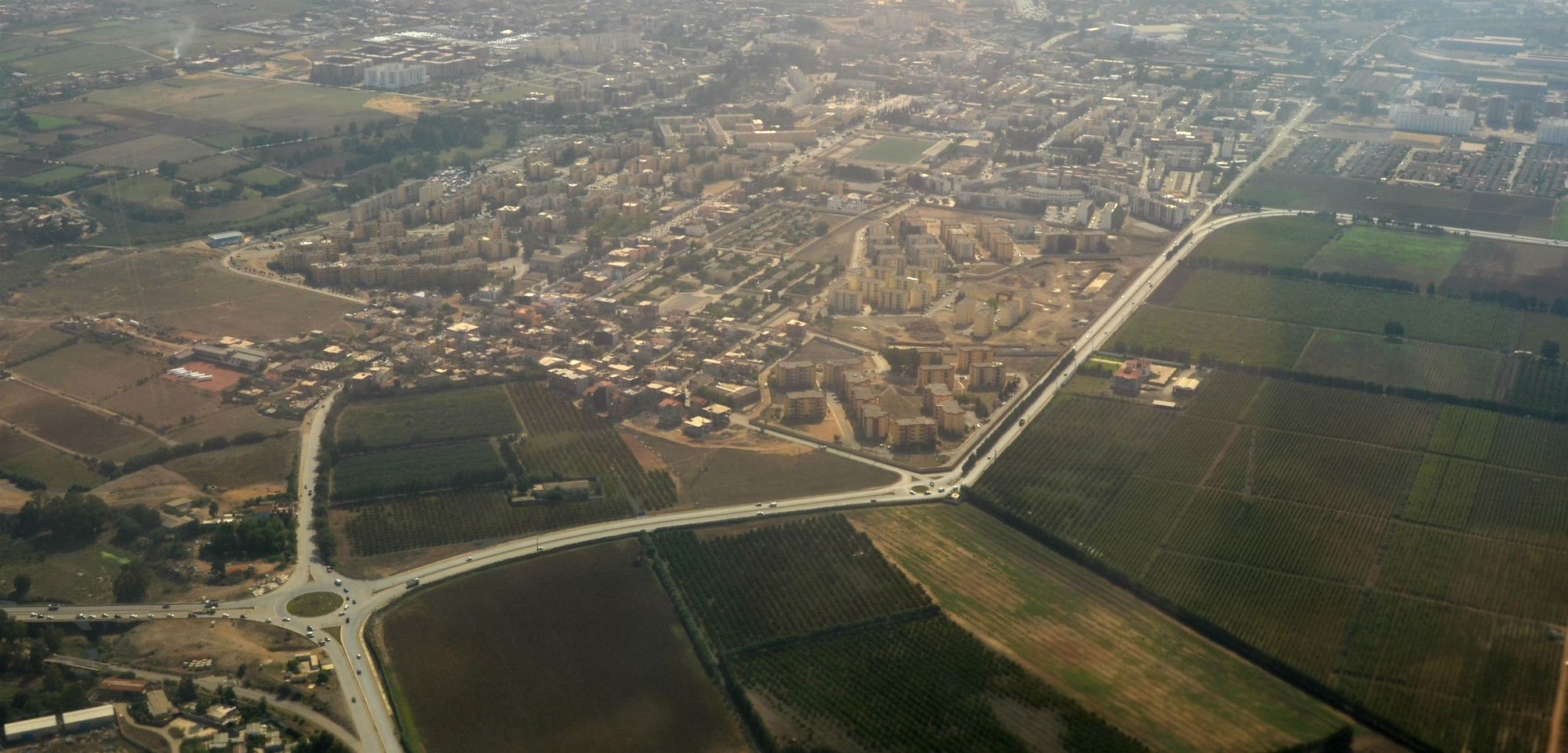
الطريق الوطني رقم 5
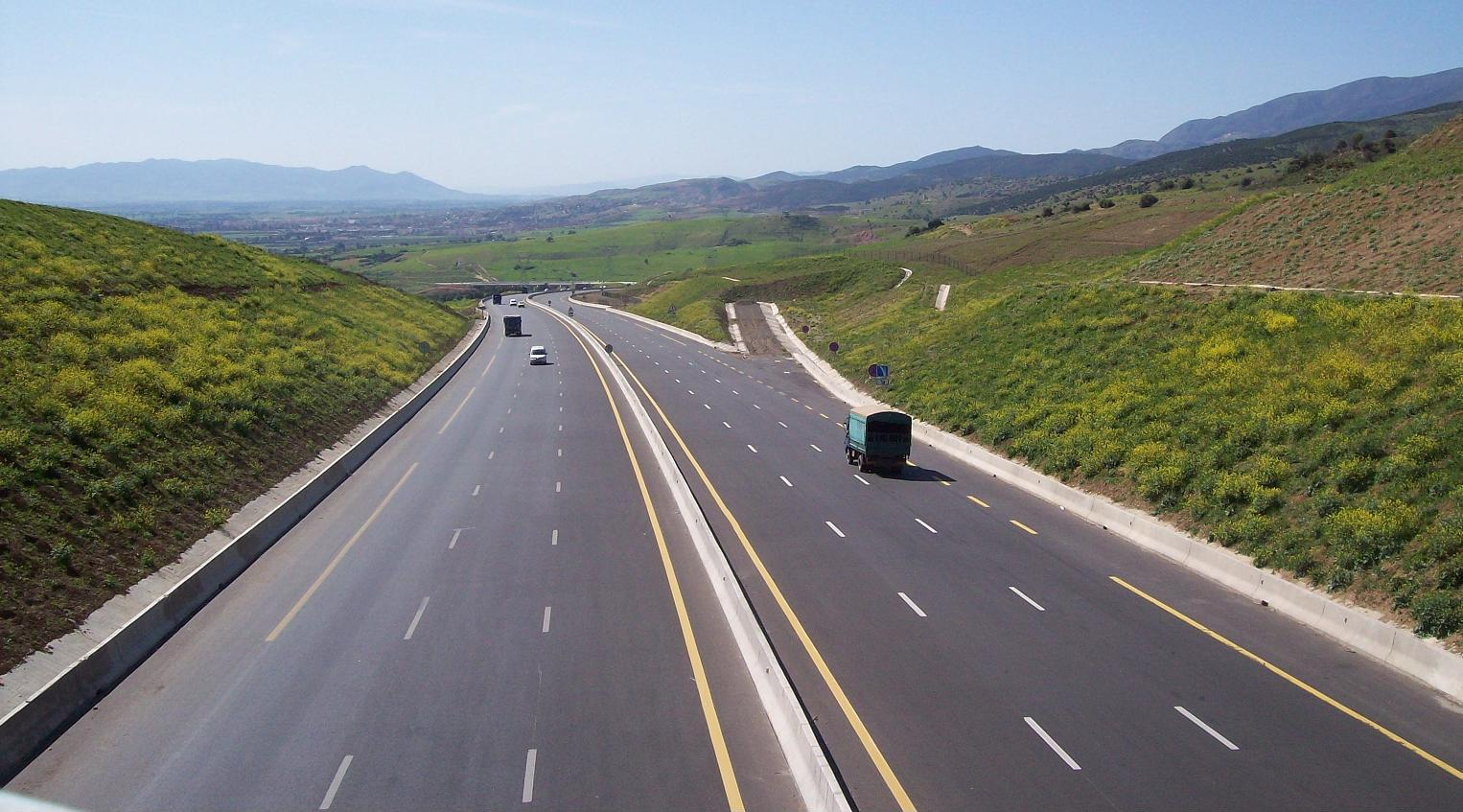
الطريق السيار شرق-غرب

### مواضيع ذات صلة
- وزارة النقل الجزائرية
- الشركة الوطنية للنقل بالسكك الحديدية
- النقل في الجزائر
- محطات السكك الحديدية في الجزائر
- النقل بالسكة الحديدية في الجزائر
- النقل في ولاية الجزائر
- تاريخ السكك الحديدية الجزائرية
- قائمة خطوط السكة الحديدية في الجزائر
- الوكالة الوطنية لدراسة ومتابعة إنجاز الاستثمارات في السكك الحديدية
- قائمة محطات القطار في الجزائر
- شركة السكك الحديدية الجزائرية [الفرنسية]
- خط سكة حديد من الجزائر إلى وهران
- طريق وطني 1 (الجزائر)
- الطريق الوطني رقم 5
- الطريق السيار شرق-غرب

### فيديوهات
- محطة قطار جسر قسنطينة على يوتيوب

### وصلات خارجية
- الموقع الرسمي للشركة الوطنية للنقل بالسكك الحديدية